# Vita bergen

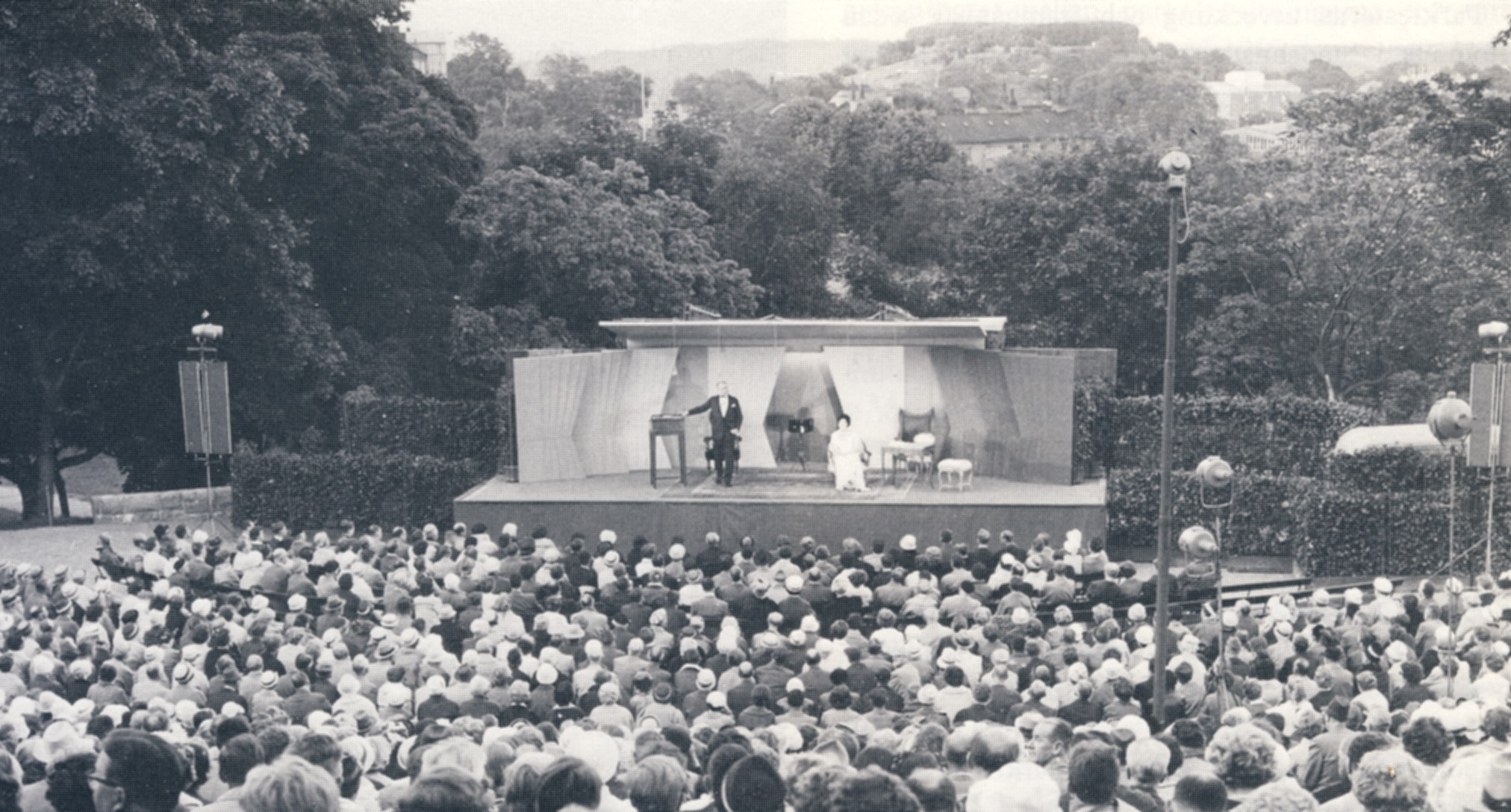
Parkteatern i Vita bergen 1954.

Vita bergen är en kuperad park i östra delen av stadsdelen Södermalm, Stockholm. Området ligger mellan Renstiernas gata, Skånegatan, Barnängsgatan och Malmgårdsvägen. Parken har två toppar, på den nordvästra ligger Sofia kyrka, på den sydöstra en musikpaviljong. Stora delar av området är kulturreservat sedan 1956. Vita bergen fick sitt nuvarande namn 1967, innan dess var namnet Hvita Berget som fastställdes vid namnrevisionen 1885. I folkmun kallas området även Vitabergsparken  eller Vitan.

## Historik

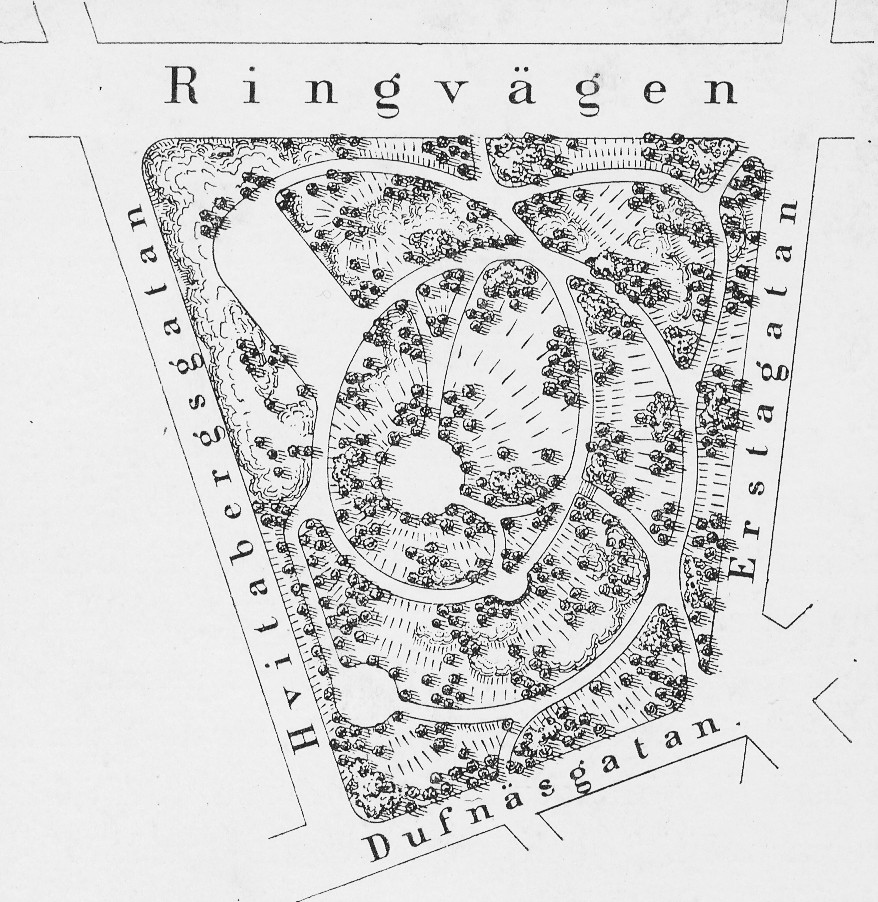
Ursprunglig planering för Vita bergens södra del där Ringvägen delade parken, 1897.

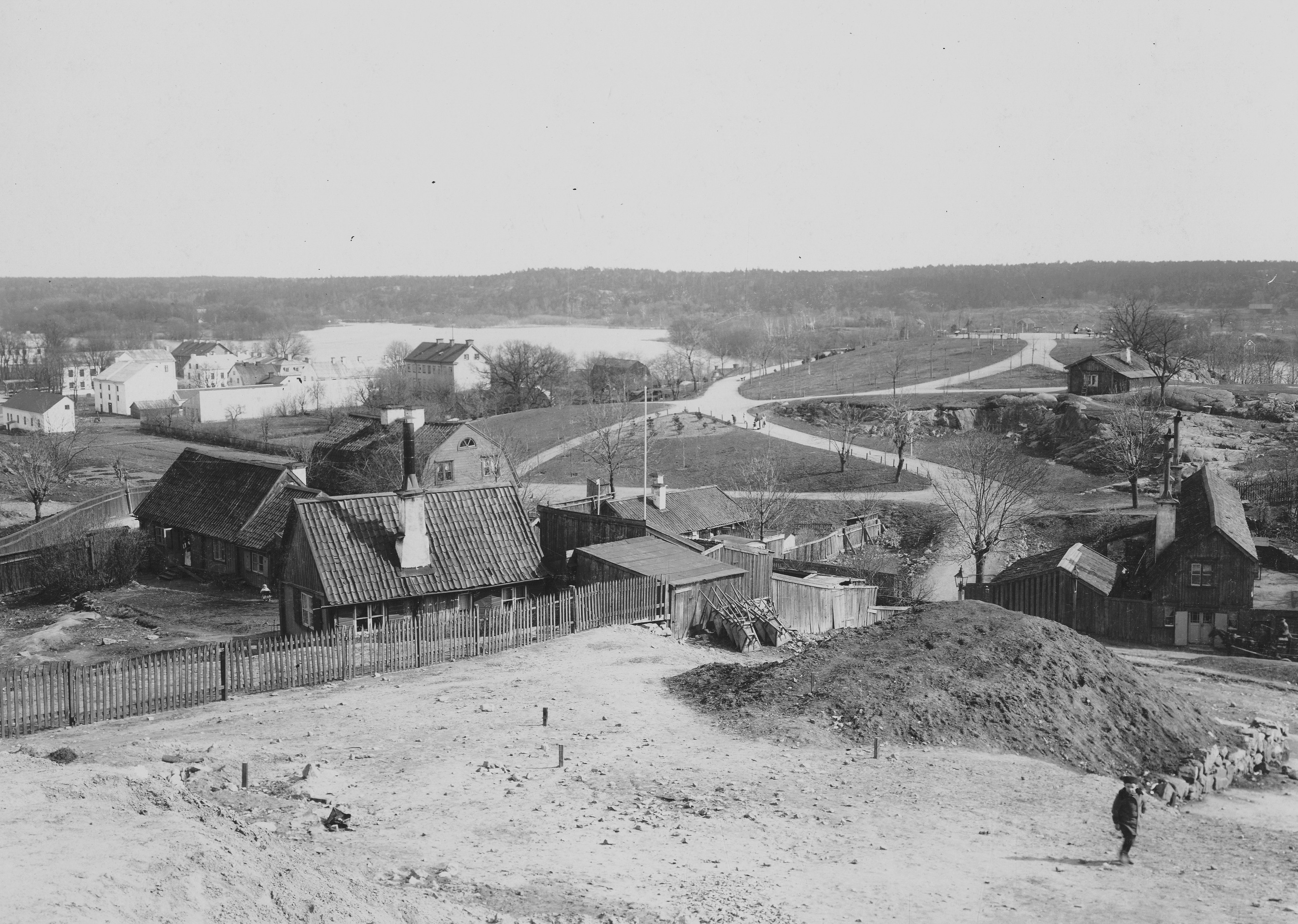
Utsikt från Vita bergen mot sydöst med Hammarby sjö i bakgrunden, 1902.

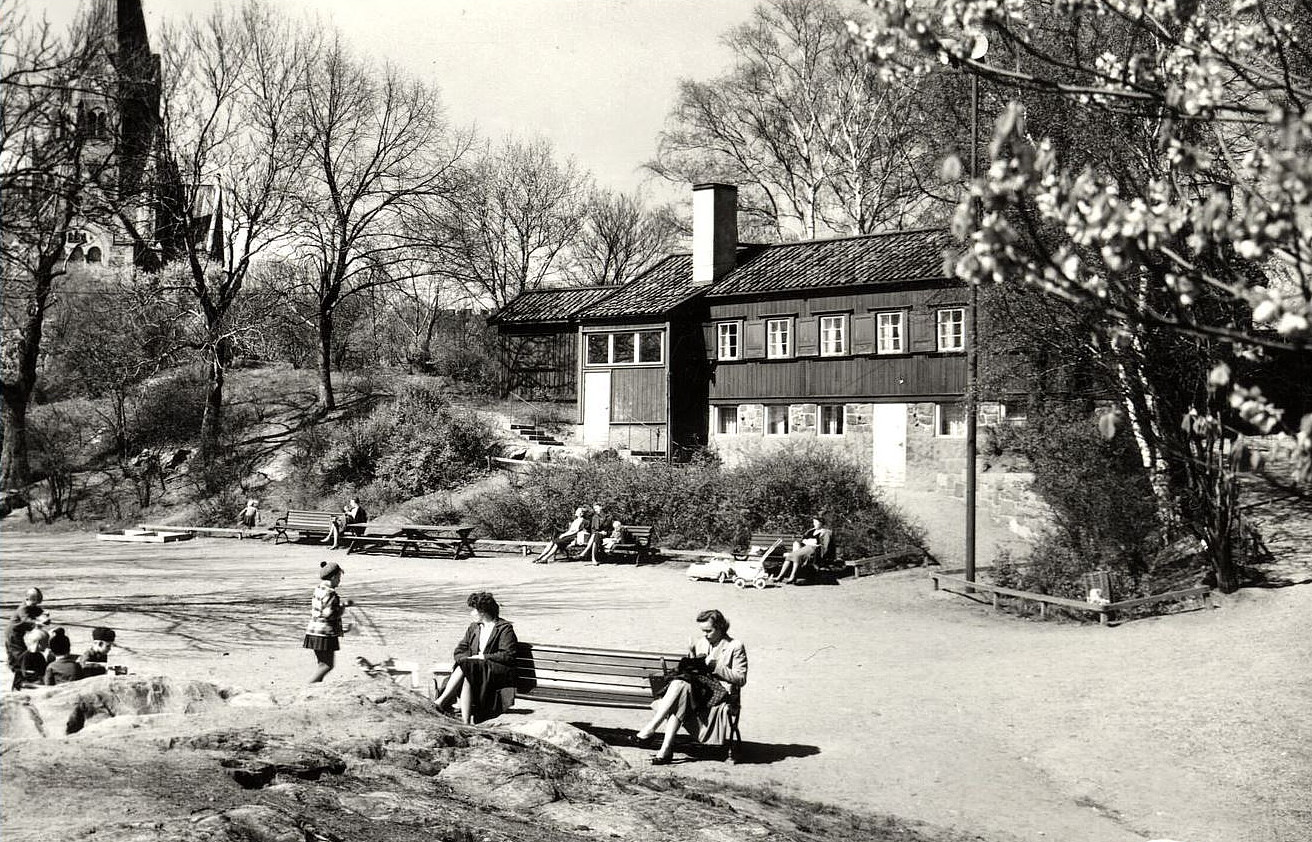
Ceders Café på 1940- eller 1950-talet.

Namnet är belagt sedan 1819 och härrör troligen från berggrundens ljusa färg av det förut kala berget (liksom Röda bergen i Vasastaden). Bergets äldsta kända namn är Kråkberget (1668). På kartor från 1600- och 1700-talen finns en väderkvarn markerad Bäncht Bagares Qvarn.
I den oländiga terrängen kring Vita bergen bosatte sig under 1700-talet fattiga människor som arbetade bland annat i traktens textilfabriker. Under sent 1800-tal omnämns området som ”stadens fattigaste och mest vanlottade trakt” vilket bland annat skildrats av August Strindberg i romanen Röda rummet från 1879. I samband med bygget av Sofia kyrka och anläggandet av parken Vita bergen i början av 1900-talet revs en stor del av den ”vildvuxna” kåkbebyggelsen på Vita bergens sluttningar. Nu skulle dessa fattigkvarter ersättas av en anlagd park där stadsborna kunna uppleva ett stycke natur.
Fortfarande finns några före detta arbetarbostäder i form av kulturreservat bevarade i parkens utkanter, bland annat vid Bergsprängargränd, Mäster Pers gränd, fastigheterna Mineralet 1 och Stenkolet 2 samt hela kvarteret Vintertullen. Dessa började moderniseras på 1960- och 1970-talen. Det sista som upprustades var 1700-talsstugan på Mäster Pers gränd nummer 1 som fram till renoveringen 2011–2012 hade varken vatten, el eller avlopp indraget. Idag ägs och förvaltas husen av AB Stadsholmen och anses av Stadsmuseet i Stockholm ha "synnerligen höga kulturhistoriska värden". Per Anders Fogelström syftar i titeln till boken Vita bergens barn på ett av dessa områden. 
I parkens södra del ligger Groens malmgård, som köptes i början av 1700-talet av den holländske trädgårdsmästaren Werner Groen. I området ingår även en nyare park, Tengdahlsparken. Högt över Renstiernas gata, i parkens sydvästra del ligger Hasse och Tages skrivstuga. Det lilla trähuset från 1700-talet var under många år Hans Alfredsons och Tage Danielssons författarstuga. Här skapades manus till alla deras klassiska sketcher, revyer och filmer.
År 1888 började man göra om platsen till en park. På den högsta punkten (46 m ö.h.) står Sofia kyrka, invigd 1906. Området kring kyrkan var klart 1911, den östra delen 1913, den södra 1914 och den norra 1922–1924. I området finns en friluftsteater uppförd 1954 på initiativ av stadsträdgårdsmästaren Holger Blom. Under sommaren används av den kommunala Parkteatern samt en mindre dansbana under tak. TV-programmet Carl-Anton i Vita Bergen med Carl Anton Axelsson sändes somrarna 1981–1995 från denna friluftsteater.
På höjden söder om friluftsteatern ligger en musikpaviljong från 1907, som gestaltades i form av en ekotempel. Paviljongen restaurerades under 2008 genom Stockholms stads initiativ och räknas till ett av Stockholms viktiga kulturarv. Nedanför musikpaviljongen låg Ceders Café, ett sommarkafé som inrättades 1910 av militärmusikern Bernhard Ceder. Här fanns under andra hälften av 1940-talet och början av 1950-talet en ungdomsverksamhet som kallades Vitabergsklubben (VBK). Byggnaden brann ned i två omgångar i anlagda bränder 1969 och 1970 och återuppfördes aldrig.
I norra delen av parken ligger sedan 1906 en av Stockholms äldsta koloniträdgårdar, Barnängens koloniträdgårdsförening, anlagd på initiativ av Anna Lindhagen. I anslutning ligger Stora Mejtens gränd med före detta Missionshyddan.
Under Vita bergen finns ett skyddsrum för en ledningscentral från 1943 kallat Pionen. Detta har under senare tid använts för ett flertal aktiviteter, bland annat fester. Sedan år 2007 är den atomvapensäkra bunkern ombyggd till datahall med den största serverparken i Stockholms innerstad.

## Kartor och planer

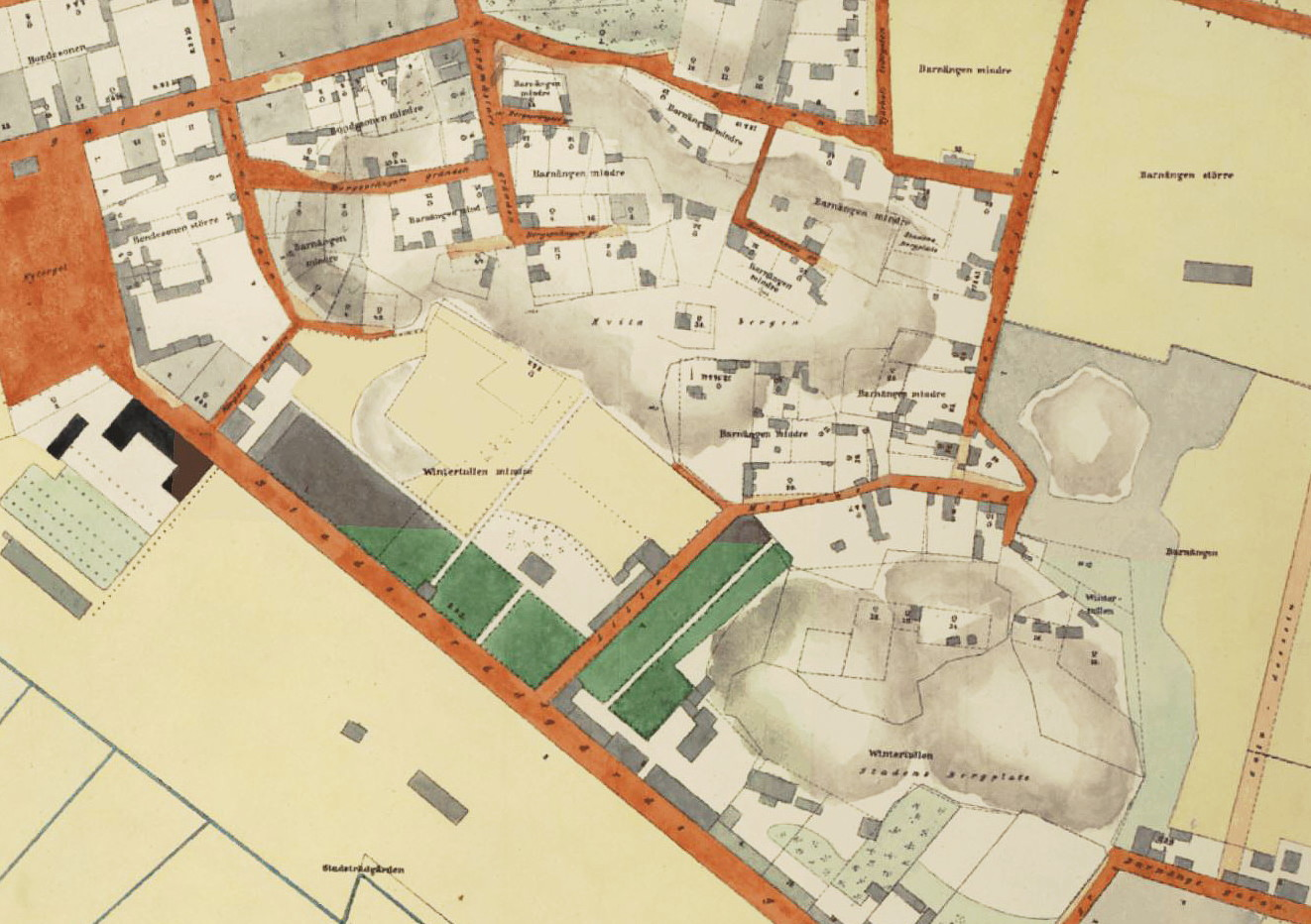
Karta över Vita bergen 1863.
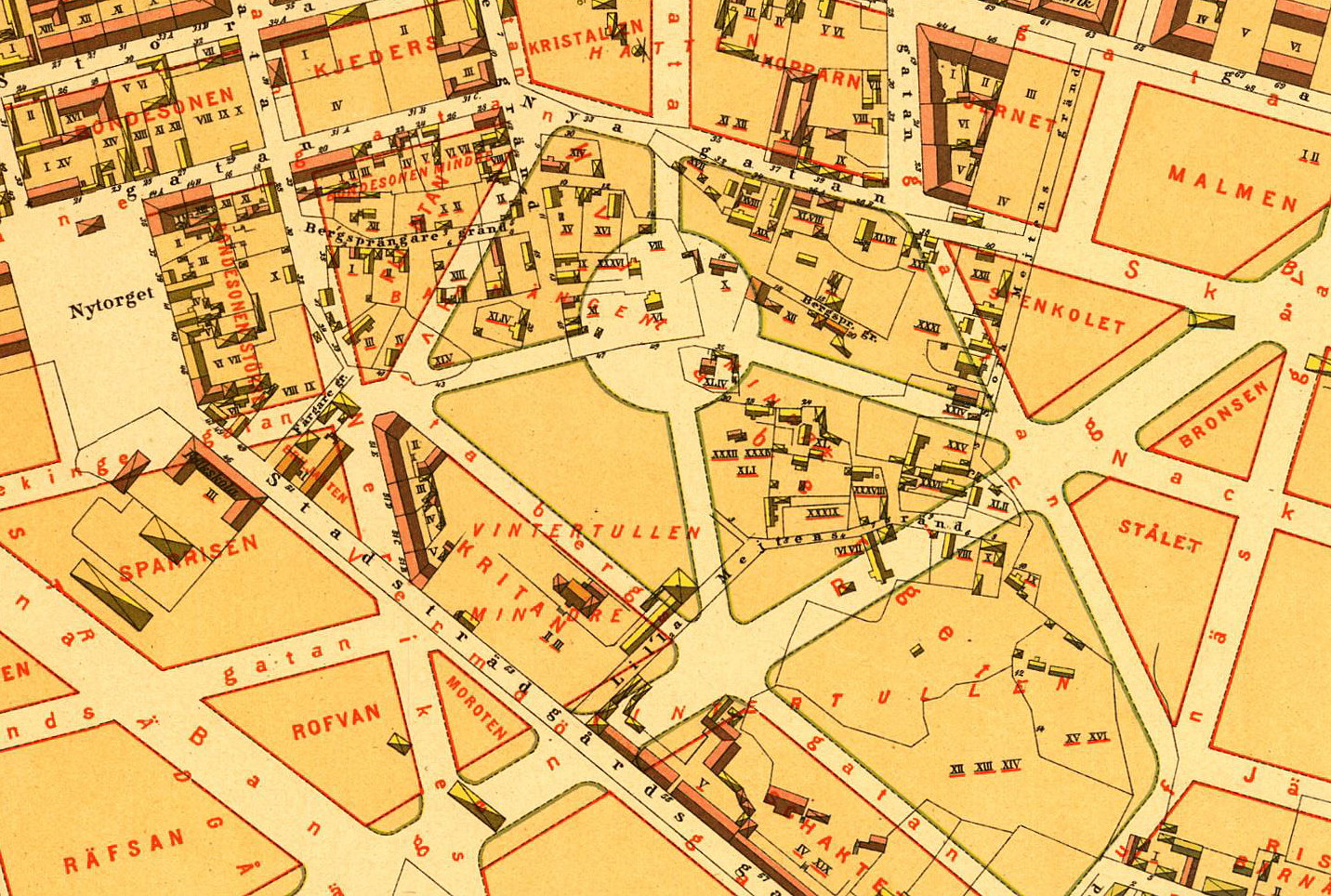
Karta över Vita bergen 1885.
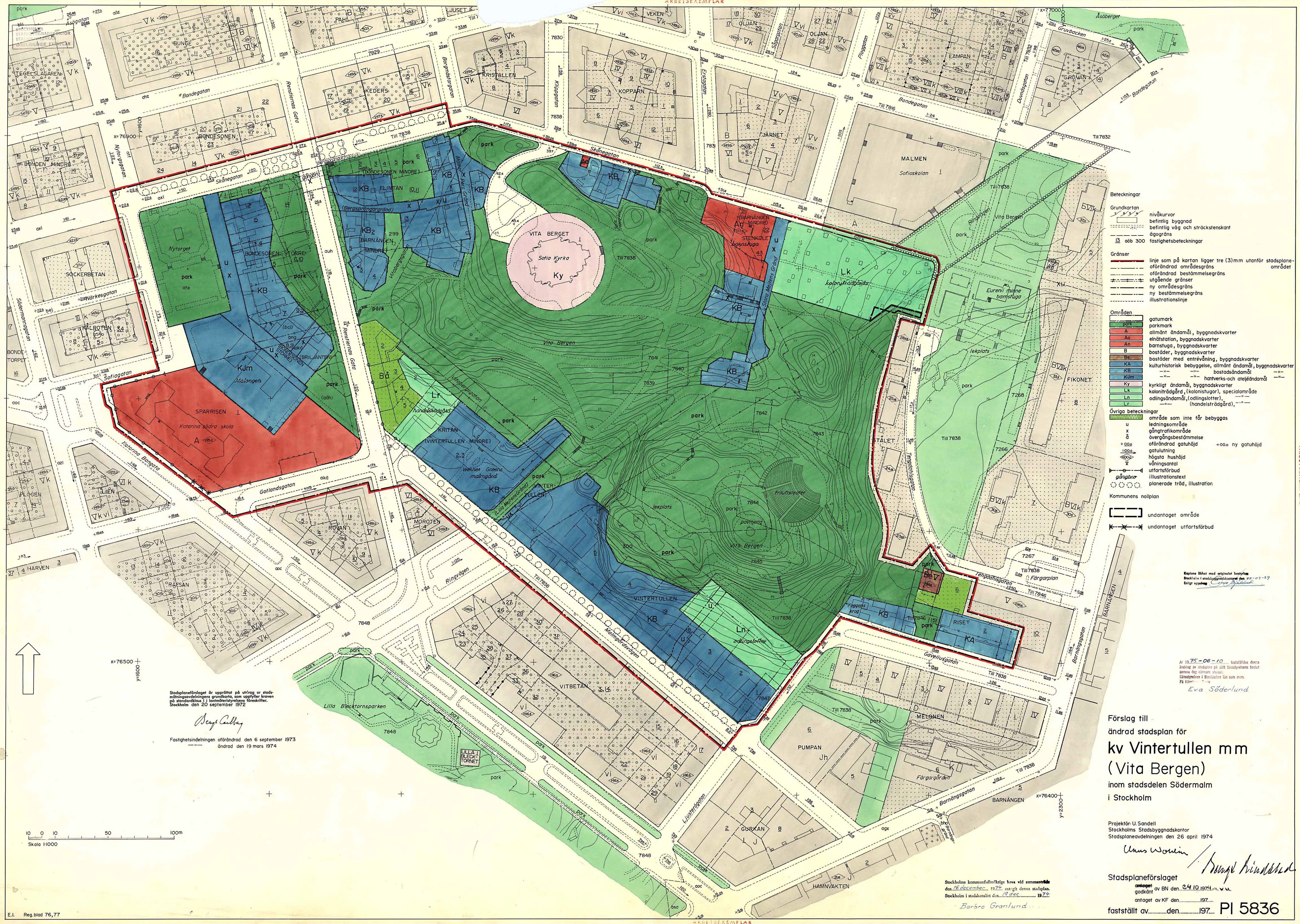
Gällande stadsplan 1974.

## Ofullbordade regleringsplaner
Ungefär i Lilla Mejtens gränds sträckning skulle enligt stadsplaner från 1800-talets slut dras Ringvägen ovan jord i dalgången mellan Vita bergens båda kullar fram till Danvikstull för att sluta vid Stadsgården. I en senare stadsplan fanns ett tunnelreservat för Ringvägen i nordöstra avsnittet. Runt Vita bergens västra sida planerades även Vitabergsgatan som skulle ha gått rakt över trakten kring Bergsprängargränd och några av Vintertullens tomter. Blekingegatan skulle dras fram och sluta vid Renstiernas gata i en monumental stentrappa upp till Sofia kyrka. 
En folkopinion med politikern Anna Lindhagen i spetsen satte stopp för alla dessa planer. Hennes mål var att skapa kulturreservat av Vita bergens intressanta industri- och socialhistoriska 1700-talsbebyggelse, vilket även beslöts av Stockholms stadsfullmäktige den 7 december 1956.
Ringvägens förlängning och Vitabergsgatan fullföljdes aldrig men var inritade i gällande stadsplaner ända fram till 1974. Då ströks gatu- och tunnelreservaten. År 1932 fastställdes Mejtens Plan som var tänkt att ligga i nuvarande Barnängens koloniområde. Mejtens Plan anlades inte heller och koloniområdet fick vara kvar.

## Bilder

Parken
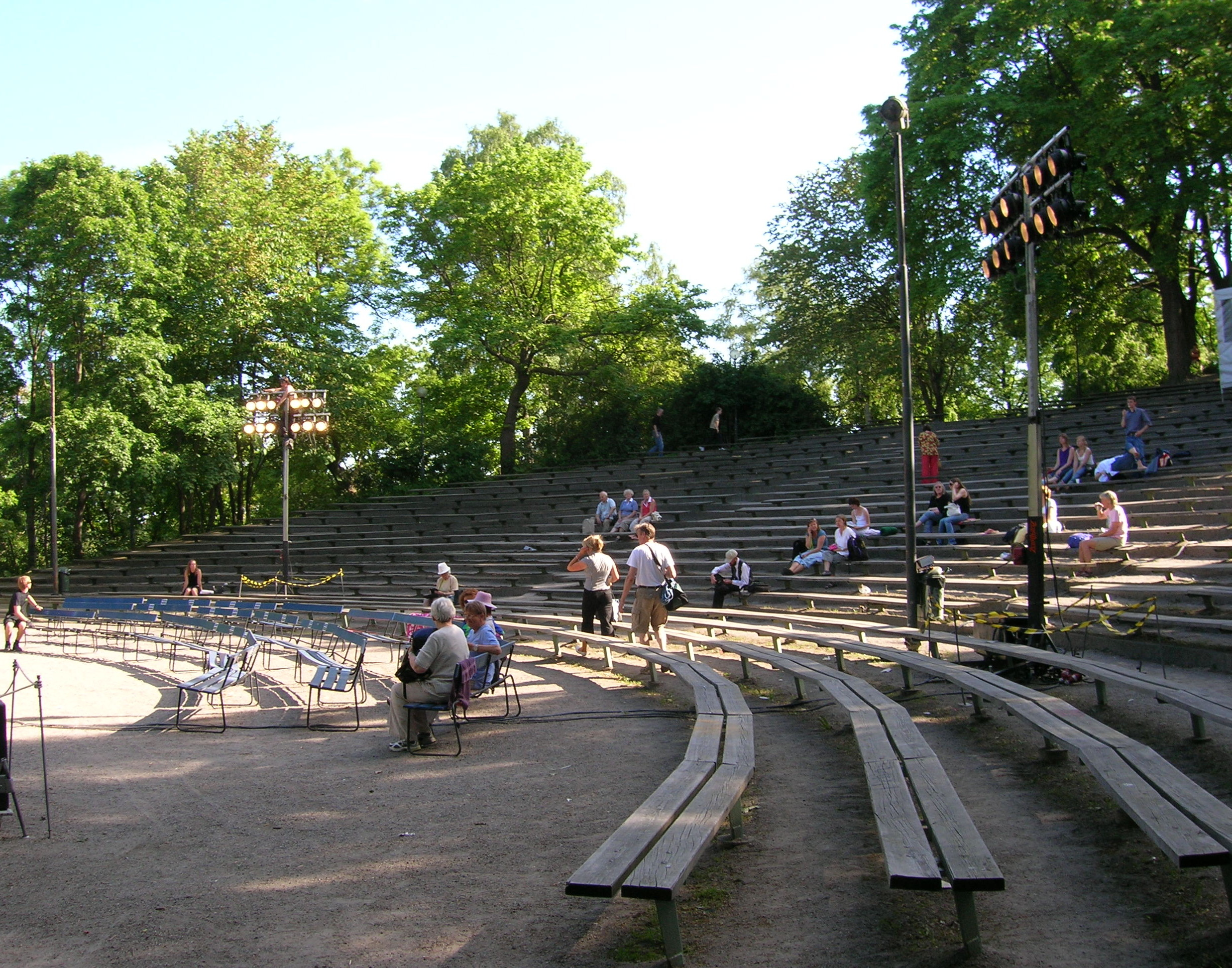
Friluftsteatern.
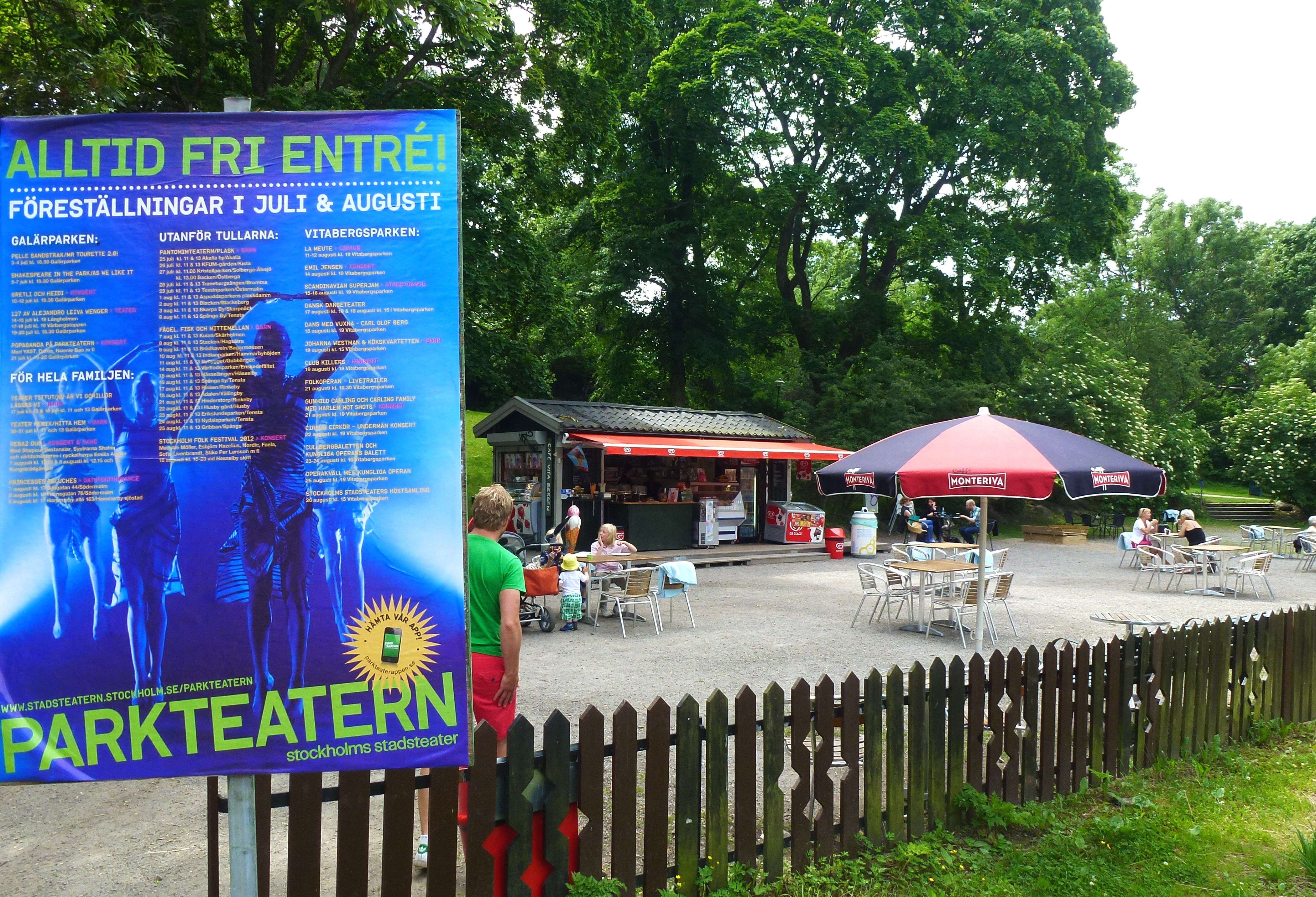
Sommarcafé vid friluftsteatern.
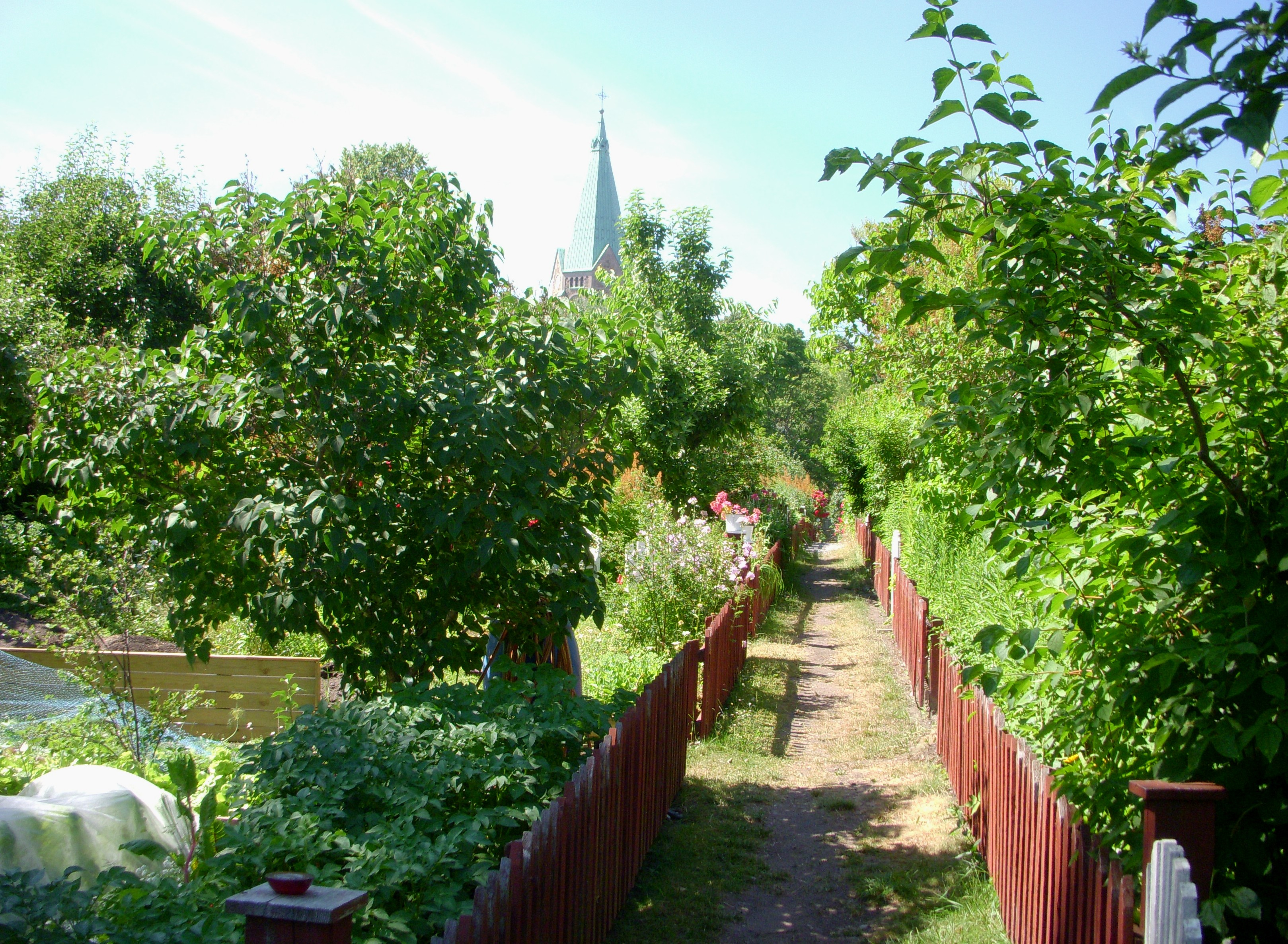
Barnängens koloniträdgårdsförening.
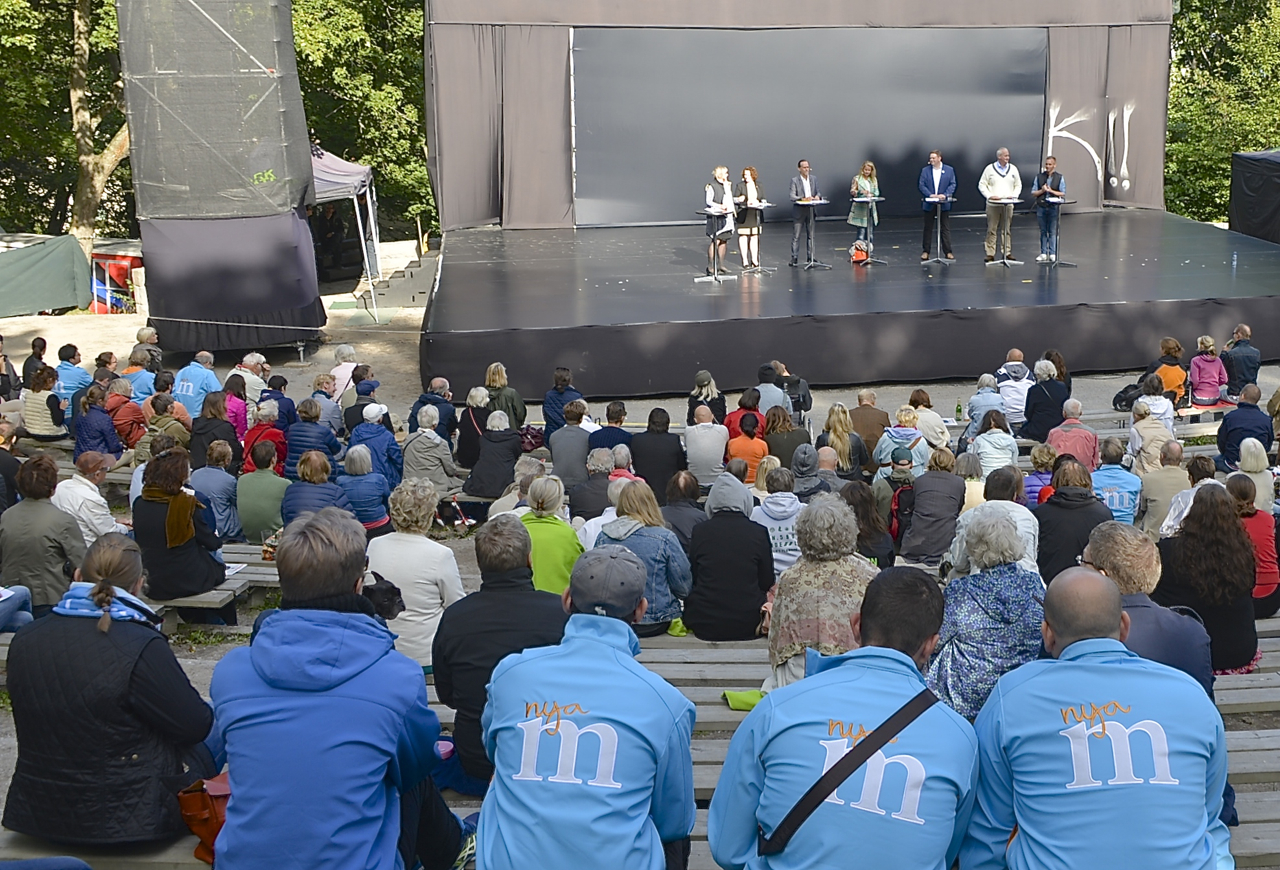
Valdebatt i Vita bergen mellan stockholmspartierna 2014.

Byggnader
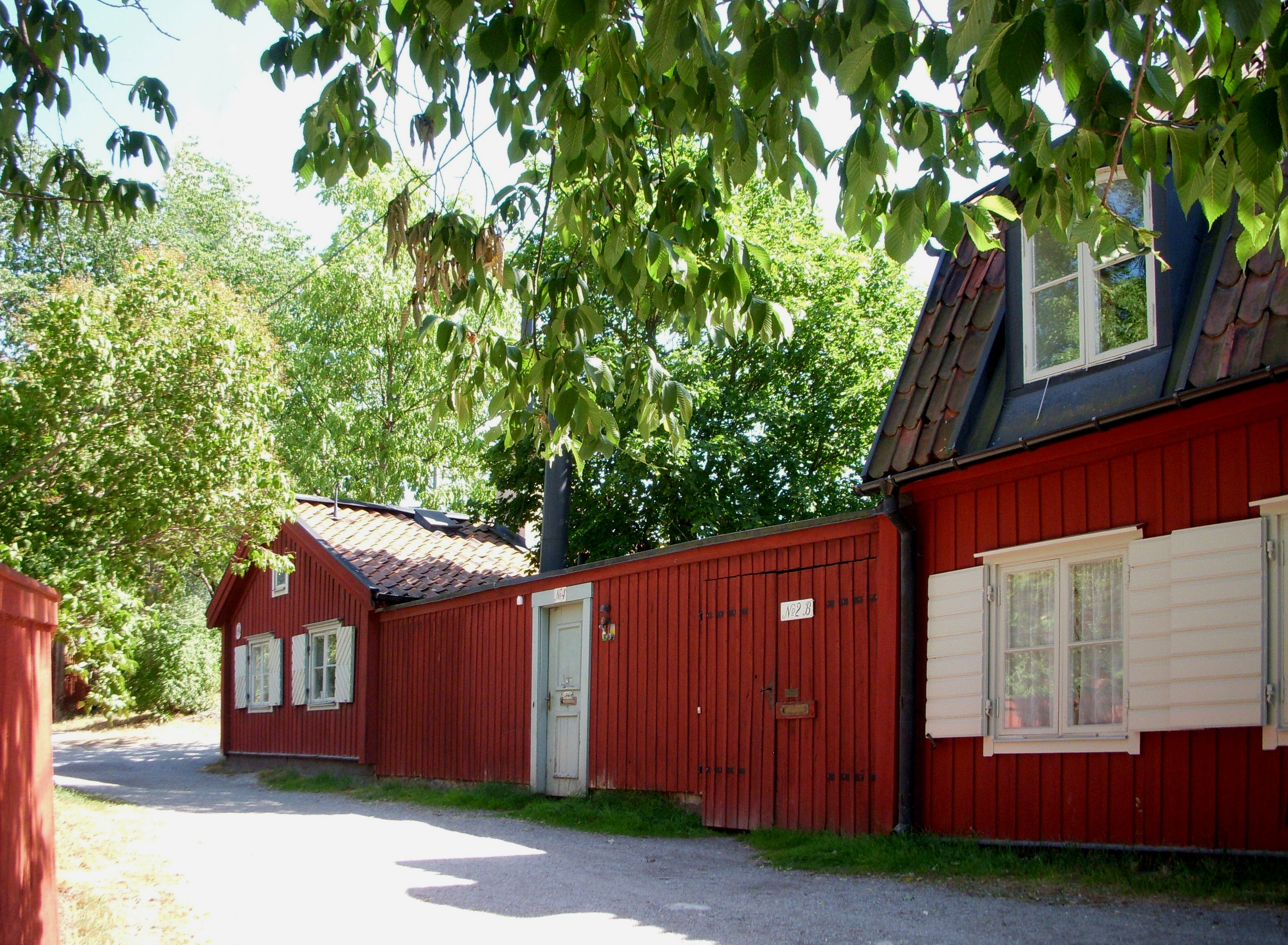
Byggnader vid Bergsprängargränd.
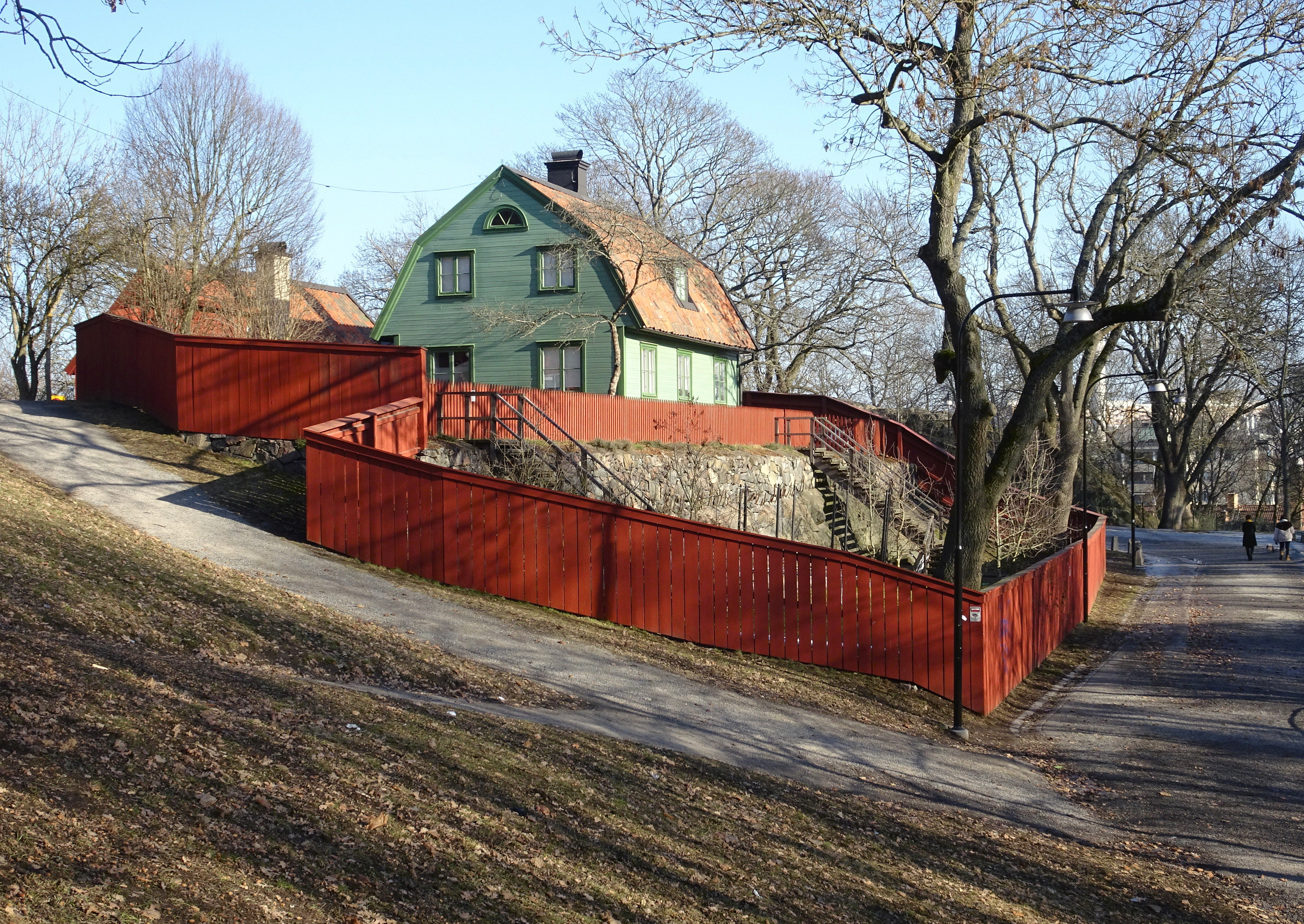
Byggnader i Stenkolet 2.
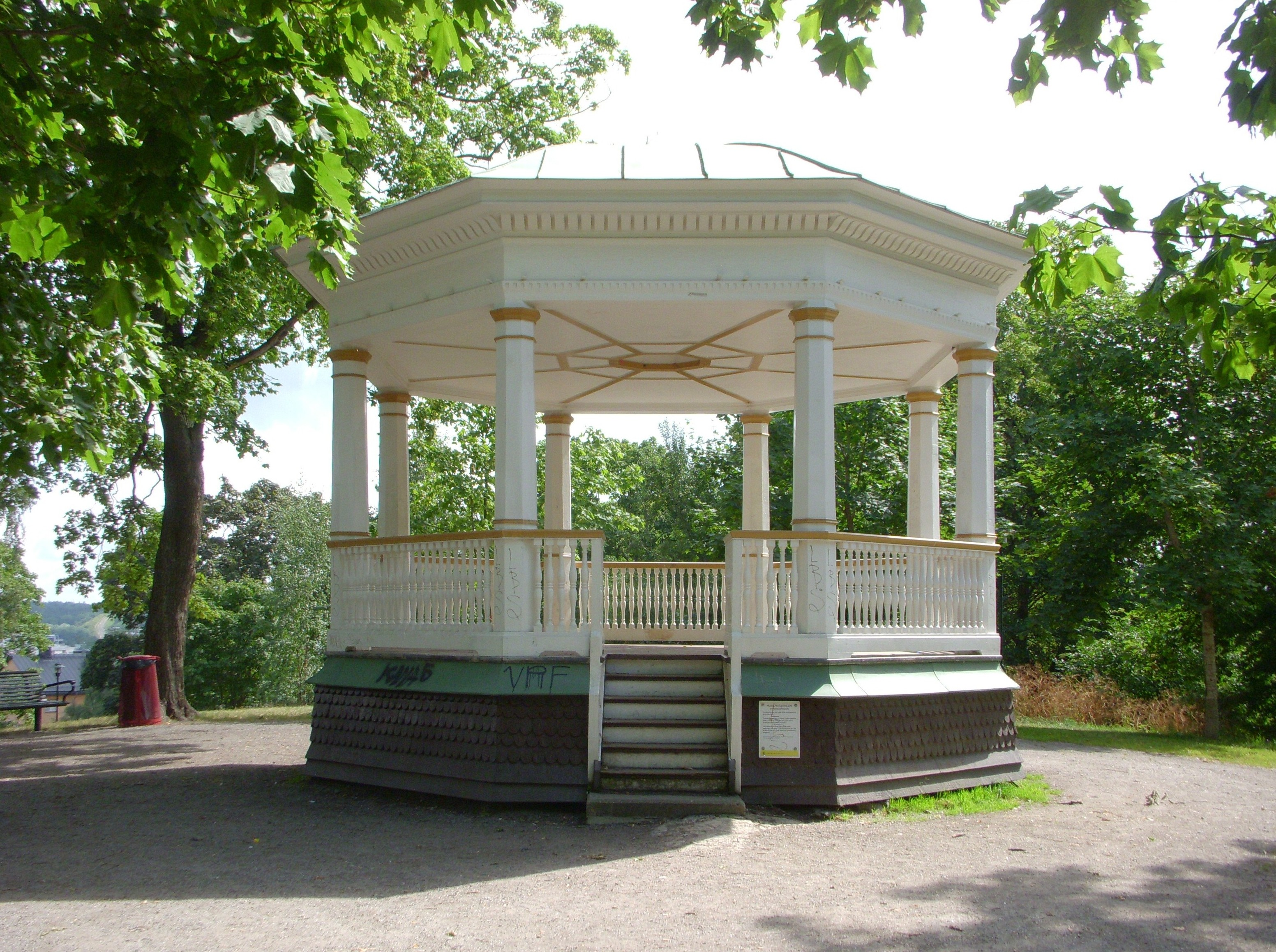
Musikpaviljongen i Vita bergen.
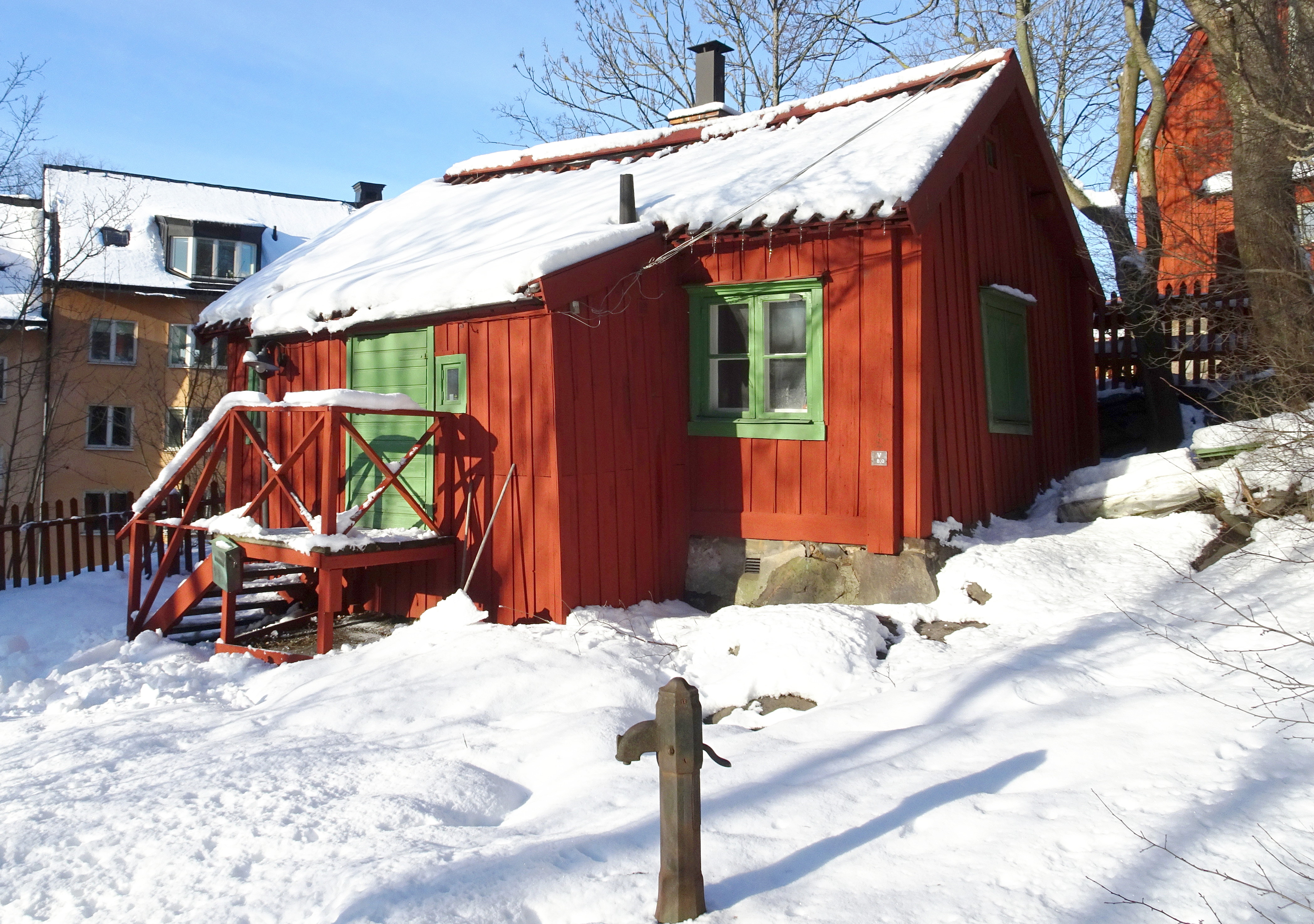
Svenska Ords skrivstuga, februari 2019.